# 요크센트럴 (영국 의회 선거구)
요크센트럴 (York Central)은 영국 의회 하원에서 지역을 대표하는 사우스요크셔 주의 선거구이다.노동당과 합동당 소속의 레이첼 매스컬 의원이 대표를 맡고 있다. 2015년 총선에서 전 선거구가 보수당에게 넘어간 노스요크셔 주에서 유일하게 노동당이 차지한 선거구이기도 하다. 

## 생성
2005년 총선 이후 노스요크셔 주의 의회 지역구에 대한 심사가 잉글랜드 구획위원회에 의해 진행되었다. 위원회는 2010년 총선 전까지 당시 시티오브요크 선거구를 분할하여, 요크 시 경계 내에 두 개의 선거구를 두도록 했다. 그 결과 요크센트럴 선거구는 요크아우터 선거구에 둘러싸인 모양으로 되어 있다.
영국 의회 선거구 중에서 다른 선거구에 온전히 둘러싸인 선거구는 두 곳 밖에 없는데 요크셔센트럴이 그 중 하나다. 다른 하나는 배스 선거구로, 노스이스트서머싯 선거구에 완전히 둘러싸여 있다.

## 경계
요크센트럴은 시티오브요크 내의 선거 행정구를 바탕으로 짜여졌다.
- 애컴
- 클리프턴
- 피셔게이트
- 길드홀
- 히워스
- 홀게이트
- 헐로드
- 미클게이트
- 웨스트필드

## 역대 국회의원
| 선거 | 선거 | 국회의원      | 정당   |
| ---- | ---- | ------------- | ------ |
|      | 2010 | 휴 베일리 경  | 노동당 |
|      | 2015 | 레이첼 매스컬 | 노동당 |

## 선거
| 선거                                          | 선거 결과 | 선거 결과                                             | 후보              | 후보                     | 정당   | 득표   | %     | ±%   |
| --------------------------------------------- | --------- | ----------------------------------------------------- | ----------------- | ------------------------ | ------ | ------ | ----- | ---- |
| 2015년 5월 총선 투표수: 47,677 (63.3%) (+1.2) |           | 노동당 유지 과반 득표: 6,716 (14.1%) +0.2             |                   | 레이첼 매스컬            | 노동당 | 20,212 | 42.4  | +2.4 |
| 2015년 5월 총선 투표수: 47,677 (63.3%) (+1.2) |           | 노동당 유지 과반 득표: 6,716 (14.1%) +0.2             | 로버트 맥킬븐     | 보수당                   | 13,496 | 28.3   | +2.2  |      |
| 2015년 5월 총선 투표수: 47,677 (63.3%) (+1.2) |           | 노동당 유지 과반 득표: 6,716 (14.1%) +0.2             | 켄 게스트         | 영국 독립당              | 4,795  | 10.1   | +7.7  |      |
| 2015년 5월 총선 투표수: 47,677 (63.3%) (+1.2) |           | 노동당 유지 과반 득표: 6,716 (14.1%) +0.2             | 조 젱킨슨         | 녹색당                   | 4,791  | 10.0   | +6.5  |      |
| 2015년 5월 총선 투표수: 47,677 (63.3%) (+1.2) |           | 노동당 유지 과반 득표: 6,716 (14.1%) +0.2             | 피터 가벗         | 자유민주당               | 3,804  | 8.0    | -17.2 |      |
| 2015년 5월 총선 투표수: 47,677 (63.3%) (+1.2) |           | 노동당 유지 과반 득표: 6,716 (14.1%) +0.2             | 크리스 화이트우드 | 요크셔당                 | 291    | 0.6    | +0.6  |      |
| 2015년 5월 총선 투표수: 47,677 (63.3%) (+1.2) |           | 노동당 유지 과반 득표: 6,716 (14.1%) +0.2             | 메건 올러헤드     | 노동조합원 사회주의 연합 | 288    | 0.6    | +0.6  |      |
| 2010년 총선 투표수: 46,483 (62.1%) (+1.4)     |           | 노동당 유지 과반 득표: 6,451 (13.9%) −12.0 −6.0% 선회 |                   | 휴 베일리*               | 노동당 | 18,573 | 40.0  | −8.9 |
| 2010년 총선 투표수: 46,483 (62.1%) (+1.4)     |           | 노동당 유지 과반 득표: 6,451 (13.9%) −12.0 −6.0% 선회 | 수전 웨이드윅스   | 보수당                   | 12,122 | 26.1   | +3.2  |      |
| 2010년 총선 투표수: 46,483 (62.1%) (+1.4)     |           | 노동당 유지 과반 득표: 6,451 (13.9%) −12.0 −6.0% 선회 | 크리스티안 배시   | 자유민주당               | 11,694 | 25.2   | +5.0  |      |
| 2010년 총선 투표수: 46,483 (62.1%) (+1.4)     |           | 노동당 유지 과반 득표: 6,451 (13.9%) −12.0 −6.0% 선회 | 앤디 체이스       | 녹색당                   | 1,669  | 3.6    | -1.7  |      |
| 2010년 총선 투표수: 46,483 (62.1%) (+1.4)     |           | 노동당 유지 과반 득표: 6,451 (13.9%) −12.0 −6.0% 선회 | 제프 켈리         | 브리튼 국민당            | 1,171  | 2.5    | +2.5  |      |
| 2010년 총선 투표수: 46,483 (62.1%) (+1.4)     |           | 노동당 유지 과반 득표: 6,451 (13.9%) −12.0 −6.0% 선회 | 폴 애봇           | 영국 독립당              | 1,100  | 2.4    | +0.3  |      |
| 2010년 총선 투표수: 46,483 (62.1%) (+1.4)     |           | 노동당 유지 과반 득표: 6,451 (13.9%) −12.0 −6.0% 선회 | 에디 비           | 괴수 발광 괴짜당         | 154    | 0.3    | +0.3  |      |

* 2005-2010년 의원 재직.

## 같이 보기
- 노스요크셔 주의 의회 선거구 목록